# Włodzimierz Dębski
Włodzimierz Sławosz Dębski (ur. 1922 we Lwowie, zm. 21 września 1998 w Lublinie) – polski kompozytor, malarz, folklorysta i regionalista, żołnierz Armii Krajowej.

## Życiorys
Syn lekarza Leopolda i pielęgniarki Anisii. W trakcie II wojny światowej uczestnik obrony kościoła w Kisielinie przed UPA w 1943. Rannemu Dębskiemu pomocy udzieliło wówczas kilkoro Ukraińców: Piotr Parfeniuk, jego stryjostwo: Lubow i Anton Parfeniukowie oraz Paraskewa Padlewska. Mimo opieki z ich strony musiał zostać przewieziony do szpitala w Łokaczach, gdzie amputowano mu nogę. 
Potem żołnierz w szeregach 27. Wołyńskiej Dywizji Armii Krajowej (ps. „Jarema”). Był oficerem informacyjnym. Ze względu na niepełnosprawność nie mógł walczyć na froncie. Po wojnie ukończył studia na Wydziale Teorii w Państwowej Wyższej Szkole Muzycznej w Poznaniu. Nauczyciel i dyrektor szkół muzycznych w Wałbrzychu, Kielcach i Lublinie. Założyciel i pierwszy dyrektor Państwowej Szkoły Muzycznej II st. im. Tadeusza Szeligowskiego w Lublinie. Wybitny znawca folkloru muzycznego wsi lubelskiej, jeden ze współorganizatorów Festiwalu Kapel i Śpiewaków Ludowych w Kazimierzu Dolnym. 
Jako kompozytor pozostawił m.in. symfonie, suity, kantaty (Litania Świętokrzyska), Oratorium Wielkopostne, utwory instrumentalne, pieśni solowe i chóralne.
Ożenił się z Anielą Sławińską, mieli trzech synów: Wisława, Krzesimira i Sławosza.
W 2008 został pośmiertnie odznaczony Krzyżem Komandorskim Orderu Odrodzenia Polski.